# Anzon
L'Anzon est une  rivière du centre-est de la France, qui coule en région Auvergne-Rhône-Alpes, dans le département de la Loire. C'est un affluent du Lignon du Forez en rive gauche, donc un sous-affluent de la Loire.

## Géographie
La longueur de son cours d'eau est de 30 km.
L'Anzon prend sa source sur le territoire de la commune de Noirétable, dans les monts du Forez du département de la Loire, jouxtant le territoire du département du Puy-de-Dôme. Son cours s'oriente d'abord vers l'est puis s'incurve progressivement vers le sud-est. Il se jette dans le Lignon du Forez à Sail-sous-Couzan sur sa rive gauche.

## Localités traversées
L'Anzon traverse ou longe d'amont en aval les communes suivantes :
- Département de la Loire : Noirétable, Saint-Jean-la-Vêtre, Saint-Priest-la-Vêtre, Saint-Julien-la-Vêtre (Vêtre sur Anzon), Champoly, Saint-Thurin (Vêtre sur Anzon), Saint-Didier-sur-Rochefort, Ailleux, Saint-Laurent-Rochefort, L'Hôpital-sous-Rochefort, Saint-Sixte, Débats-Rivière-d'Orpra et Sail-sous-Couzan.

## Principaux affluents
L'Anzon a dix affluents référencés :
- le Rejasset,
- le Lignon,
- la Vêtre,
- les Salles,
- le ruisseau le grand ris,
- l'Aubègue,
- la goutte Creuse,
- le Ciboulet,
- le Dardanet,
- la goutte de la Sagne

## Hydrologie
L'Anzon est une rivière assez bien fournie, comme la plupart des cours d'eau de moyenne montagne du Livradois et du Forez. Son débit a été observé durant une période de 37 ans (1972-2008), à Débats-Rivière-d'Orpra, localité du département de la Loire située au niveau de son confluent avec le Lignon du Forez. Le bassin versant de la rivière y est de 181 km2, ce qui représente la quasi-totalité de ce dernier.
Le module de la rivière à Débats-Rivière-d'Orpra est de 2,59 m3/s.
L'Anzon présente des fluctuations saisonnières de débit bien marquées, et son régime peut être divisé en deux périodes. Les hautes eaux d'hiver-printemps occupent une période de sept mois débutant en novembre et se terminant en mai. Elle se caractérise par des débits mensuels moyens allant de 2,81 à 4,76 m3/s (avec un maximum très net en février, lié en partie à la fonte des neiges tombées sur les sommets du bassin). Les basses eaux ont lieu en été, de juillet à septembre inclus, et sont accompagnés d'une baisse du débit moyen mensuel allant jusqu'au plancher de 0,785 m3/s au mois d'août, ce qui reste très consistant pour une rivière de cette taille.
À l'étiage, le VCN3 peut cependant chuter jusque 0,019 m3/s, en cas de période quinquennale sèche, soit 19 litres par seconde, ce qui doit être alors considéré comme très sévère, le cours d'eau étant à ce moment réduit à quelques filets.
Les crues peuvent être importantes, caractéristique partagée par la plupart des cours d'eau de l'est du massif central (Rhins, Arroux, Azergues, Furan etc). Ainsi les QIX 2 et QIX 5 valent respectivement 25 et 34 m3/s. Le QIX 10 est de 40 m3/s, le QIX 20 de 46 m3/s, tandis que le QIX 50 se monte à 50 m3/s.
Le débit instantané maximal enregistré à Débats-Rivière-d'Orpra durant la période d'observation, a été de 72,3 m3/s le 14 février 1990, tandis que la valeur journalière maximale était de 41,7 m3/s le 18 mars 1988. En comparant la première de ces valeurs à l'échelle des QIX de la rivière, cette crue était largement plus importante que la crue cinquantennale déterminée par le QIX 50, sans doute plus que centennale, et dans tous les cas tout à fait exceptionnelle.
L'Anzon est une rivière abondante, fort bien alimentée par les fortes précipitations des hauteurs de son bassin. La lame d'eau écoulée dans son bassin versant est de 453 millimètres annuellement, ce qui est largement supérieur à la moyenne d'ensemble de la France tous bassins confondus (320 millimètres), et bien sûr supérieur aussi à la moyenne du bassin de la Loire (244 millimètres). Le débit spécifique (ou Qsp) de la rivière est de 14,3 litres par seconde et par kilomètre carré de bassin.